# 小川隆 (仏教学者)
小川 隆（おがわ たかし、1961年3月 - ）は、日本の仏教学者（中国禅）、古典中国文学研究者。駒澤大学総合教育研究部教授。

## 経歴
出生から修学期
1961年、岡山県で生まれた。駒澤大学仏教学部禅学科で学び、1983年に卒業。同大学大学院人文科学研究科に進み、在学中の1986年から1989年まで北京大学哲学系に高等進修生として国費留学した。1990年、駒澤大学大学院人文科学研究科博士課程を単位取得満期退学。
仏教研究者として
退学後は、1991年より駒澤大学講師に就いた。後に助教授、教授昇格。2009年、学位論文『語録の思想史：中国禅宗文献の研究』を東京大学に提出して文学博士号を取得。。

## 研究内容・業績
仏教学のうち、専門は中国禅宗史で、唐代から宋代の禅および禅宗の語録や問答を研究対象としている。関連分野は中国哲学、インド哲学など思想一般に及んでいる。

## 著作
著書
- 『神会：敦煌文献と初期の禅宗史』(唐代の禅僧 2) 臨川書店 2007
- 『語録のことば：唐代の禅』禅文化研究所 2007
- 『臨済録：禅の語録のことばと思想』岩波書店(書物誕生) 2008
  - 改題文庫化『臨済録のことば：禅の語録を読む』講談社学術文庫 2024
- 『続 語録のことば：「碧巌録」と宋代の禅』禅文化研究所 2010
- 『語録の思想史：中国禅の研究』岩波書店 2011
- 『禅思想史講義』春秋社 2015
- 『「禅の語録」導読』(禅の語録 20) 筑摩書房 2016
  - 文庫化改題『中国禅宗史：「禅の語録」導読』ちくま学芸文庫 2020
- 『禅僧たちの生涯　唐代の禅』春秋社 2022
- 『禅宗語録入門読本　禅の物語で学ぶ漢文の基礎』禅文化研究所 2024

訳書
- 『南北朝時代』(定本中国仏教史 Ⅲ) 任継愈主編、訳者代表、柏書房 1994
- 『虚構ゆえの真実 新中国禅宗史』ジョン・R・マクレー著、解説、大蔵出版 2012

論文
- INBUDS>小川隆